# 10121 Arzamas
10121 Arzamas è un asteroide della fascia principale. Scoperto nel 1993, presenta un'orbita caratterizzata da un semiasse maggiore pari a 3,1989434 UA e da un'eccentricità di 0,1591981, inclinata di 0,89763° rispetto all'eclittica.
È dedicato ad Arzamas, città della Russia europea centro-orientale.